# Hugo Boss Prize
Nagroda im. Hugo F. Bossa – nagroda sponsorowana przez firmę odzieżową Hugo Boss AG i przyznawana co dwa lata artyście (lub grupie artystów) z różnych dziedzin sztuki.
Od momentu jej ufundowania w 1996 roku, wyróżnia się spośród innych nagród artystycznych tym, że nie ma ograniczeń dotyczących narodowości czy wieku. Nagroda jest przyznawana przez Muzeum Guggenheima w Berlinie. Laureat otrzymuje wraz z czworościennym trofeum nagrodę pieniężną w wysokości 100 000 USD.
Jury składające się z pięciu do sześciu kuratorów, krytyków i naukowców jest odpowiedzialne za dobór kandydatów. Nominuje ono sześciu lub siedmiu artystów, z których po kilku miesiącach jeden zostaje laureatem. W ostatnich latach większość nominowanych artystów nie była szeroko znana. Od 2000 roku wyłącznie nagrodzony artysta prezentuje swoją pracę.

## Nagrodzeni
1996. Pierwszą w historii nagrodę im. Hugo F. Bossa zdobył Matthew Barney, amerykański reżyser i rzeźbiarz. Pozostałymi nominowanymi byli:
- Laurie Anderson (Stany Zjednoczone)
- Janine Antoni (Stany Zjednoczone)
- Cai Guo-Qiang (Chiny)
- Stan Douglas (Kanada)
- Yasumasa Morimura (Japonia)

1998. Douglas Gordon, szkocki fotografik, został laureatem nagrody. Pozostałymi nominowanymi byli:
- Huang Yong Ping (Chiny)
- William Kentridge (Południowa Afryka)
- Lee Bul (Korea Południowa)
- Pipilotti Rist (Szwajcaria)
- Lorna Simpson (Stany Zjednoczone)

2000. Kolejną laureatką nagrody im. Hugo F. Bossa została Marjetica Potrč, słoweńska artystka, architekt i urbanistka miejska. Była pierwszą kobietą, która zdobyła Hugo Boss Prize. Pozostałe nominacje to:
- Vito Acconci (Stany Zjednoczone)
- Maurizio Cattelana (Włochy)
- Michael Elmgreena i Ingar Dragset (Dania i Norwegia)
- Tom Friedman (USA)
- Barry Le Va (Stany Zjednoczone)
- Tunga (Brazylia)

2002. Laureatem został francuski artysta Pierre Huyghe. Pozostałymi nominowanymi byli:
- Francis Alÿs (Meksyk)
- Olafur Eliasson (Dania)
- Hachiya Kazuhiko (Japonia)
- Koo Jeong (Korea Południowa)
- Anri Sala (Albania)

2004. Piątą z kolei nagrodę im. Hugo F. Bossa zdobył Rirkrit Tiravanija, tajski artysta urodzony w Buenos Aires, który obecnie pracuje w Nowym Jorku, Berlinie i Bangkoku. Pozostałymi nominowanymi byli:
- Franz Ackermann (Niemcy)
- Rivane Neuenschwander (Brazylia)
- Jeroen de Rijke i Willem de Rooij (Holandia)
- Simon Starling (Wielka Brytania)
- Yang Fudong (Chiny)

2006. Szóstą edycję wygrała brytyjska artystka Tacita Dean. Pozostałymi nominowanymi byli:
- Jennifer Allora i Guillermo Calzadilla (Stany Zjednoczone i Puerto Rico)
- John Bock (Niemcy)
- Damián Ortega (Meksyk)
- Aida Ruilova (Stany Zjednoczone)
- Tino Sehgal (Niemcy)

2008. Siódmą nagrodę im. Hugo F. Bossa przyznano Palestynce Emily Jacir. Pozostałymi nominowanymi byli:
- Christoph Büchel (Szwajcaria)
- Patty Chang (Stany Zjednoczone)
- Sam Durant (Stany Zjednoczone)
- Joachim Koester (Dania)
- Roman Signer (Szwajcaria)

2010. Ósmą edycję nagrody im. Hugo F. Bossa wygrał niemiecki artysta plastyk Hans-Peter Feldmann. Pozostałymi nominowanymi byli:
- Cao Fei (Chiny)
- Roman Ondák (Słowacja)
- Walid Raad (Liban)
- Natascha Sadr Haghighian (Iran)
- Apichatpong Weerasethakul (Tajlandia)

2012. Nagrodę otrzymał Danh Vo. Pozostali nominowani:
- Trisha Donnelly (USA)
- Rashid Johnson (USA)
- Qiu Zhijie (Chiny)
- Monika Sosnowska (Polska)
- Danh Vo (Wietnam)
- Tris Vonna-Michell (Wielka Brytania)